# نوریکو ماتسوموتو
نوریکو ماتسوموتو (انگلیسی: Noriko Matsumoto؛ زادهٔ ۳۰ ژانویهٔ ۱۹۶۸) شخصیت‌های تلویزیونی در ژاپن اهل ژاپن است.